# 風呂
風呂是指日本式热水浴。用一口大锅將水烧開，两根铜管把热水導向浴池或木桶，人在浴池或木桶中洗浴。此外還有一種“五右卫门风吕”，名称來自石川五右卫门。同樣先用一口大铁锅將水燒開，然後在鐵鍋上架木板，人站在木板上洗浴。